# 五桠果亚纲
五桠果亚纲 （Dilleniidae）是克朗奎斯特分类法对显花植物分类中采用的一种纲以下、目以上的分类。共包括13个目：
1. 五桠果目
2. 山茶目
3. 锦葵目
4. 玉蕊目
5. 猪笼草目
6. 堇菜目
7. 杨柳目
8. 白花菜目
9. 肉穗果目
10. 杜鹃花目
11. 岩梅目
12. 柿树目
13. 报春花目

在其他分类方法中，可能包括不同的目，但都会包括五桠果科。APG II 分类法中没有亚纲一级的分类，这些植物都被分别分散到蔷薇分支和菊分支的各目中，其中五桠果科没有能列入任何一个目中，被直接列到核心真双子叶植物分支之下。